# Atractanthula
Genre
Atractanthula est un genre de cnidaires anthozoaires de la famille des Botrucnidiferidae.

## Liste des espèces
Selon World Register of Marine Species (09 janvier 2023) :
- Atractanthula johni  Leloup, 1964

## Systématique
Le nom valide complet (avec auteur) de ce taxon est Atractanthula Leloup, 1964.